# Margaret Price
Dame Margaret Berenice Price DBE (Blackwood, Sir Caerffili, Regne Unit, 13 d'abril de 1941 - 28 de gener de 2011) fou una soprano gal·lesa.

## Biografia
Estudià a Londres i debutà a la Welsh National Opera el 1962 com a Cherubino a Le nozze di Figaro. Amb aquest mateix paper, realitzà la seva presentació al Covent Garden de Londres l'any següent. Durant uns anys, cantà a diversos teatres anglesos, incloent-hi el Festival de Glyndebourne, en què assolí grans èxits amb El rapte del serrall i Così fan tutte. La seva primera aparició als Estats Units d'Amèrica fou en el paper de Pamina de La flauta màgica el 1969, encara que no fou fins al 1985, i com a Desdèmona de l'Otello, que cantà al Metropolitan Opera de Nova York.
A Viena, debutà amb una fugaç representació del Rapte del serrall el 1972, malgrat que després hi tornaria en diverses ocasions a aquest teatre, entre les quals per cantar el paper de comtessa d'Almaviva de Le nozze di Figaro.

## El Liceu
També va cantar a París, Múnic, Barcelona, en el Gran Teatre del Liceu, Milà i en altres moltes ciutats. Va ser una cantant lírica amb una veu ideal per a cantar alguns rols mozartians, però capaç de superar sense dificultat els esculls d'alguns papers més lleugers i també el pes d'alguns rols verdians.

## Discografia seleccionada
- Mozart: Le nozze di Figaro amb Battle, Hynninen, Allen, Murray, Nicolesco, Rydl i la Filharmònica de Viena dirigida per Riccardo Muti
- Mozart: La flauta màgica amb Schreirer, Melbye, Adam, Serra, Tear i la Staatskapelle de Dresden dirigida per sir Colin Davis
- Puccini: Turandot amb Marton, Heppner, Rootering, i l'Orquestra de la Radio Baviera dirigida per Claudio Abbado
- Schubert: Lieder amb Wolfgang Sawalisch [piano]
- Verdi: Un ballo in maschera amb Pavarotti, Bruson, Ludwig, Battle, Lloyd, King i la National Philharmonic Orchestra dirigida per Georg Solti
- Verdi: Otello amb Cossutta, Bacquier, Dvorsky, Berbiè i la Filarmonica de Viena, dirigida per Georg Solti
- Wagner: Tristany i Isolda amb Kollo, Fischer-Dieskau, Fassbaender, Moll i l'Staatkapelle de Dresden

## Honors
- Cantants de Cambra de Baviera
- Comandant de l'Orde de l'Imperi Britànic (CBE), 1982
- Dama Comandant de l'Orde de l'Imperi Britànic (DBE), 1993